# La Barranca, Puruándiro
La Barranca är en ort i Mexiko.   Den ligger i kommunen Puruándiro och delstaten Michoacán de Ocampo, i den centrala delen av landet, 250 km väster om huvudstaden Mexico City. La Barranca ligger 2 023 meter över havet och antalet invånare är 780.
Terrängen runt La Barranca är kuperad. Runt La Barranca är det ganska tätbefolkat, med 129 invånare per kvadratkilometer. Närmaste större samhälle är Puruándiro, 7,7 km väster om La Barranca. I omgivningarna runt La Barranca växer huvudsakligen savannskog.